# احمد النقبی
احمد النقبی (انگلیسی: Ahmed Al-Nuqbi؛ زادهٔ ۳ دسامبر ۱۹۸۸) بازیکن فوتبال اهل امارات متحده عربی است.